# أكاديمية العلوم الاجتماعية في بلاد ما بين النهرين
أكاديمية العلوم الاجتماعية في بلاد ما بين النهرين هي جامعة مشتركة في القامشلي عاصمة منطقة الحكم الذاتي للإدارة الذاتية لشمال وشرق سوريا، بحكم الواقع. افتتحت الأكاديمية في سبتمبر 2014 كأول جامعة في روجافا.
السنة الدراسية لها ثلاثة فصول دراسية، كل منها 3-4 أشهر. المنهج هو أساسا فصول التاريخ وعلم الاجتماع. كما يتم تدريس جينولوجي هناك. إن التدريس أساسي باللغة الكردية.
كان هناك حملة للتبرع بالكتب نظمت في وقت مبكر من حياة الجامعة، والتي، من بين أمور أخرى، تم التبرع بها من قبل AK Press.

## الكلية
- ريشان شاكر[1]

## روابط خارجية
- صفحة الفيسبوك الرسمية لأكاديمية بلاد الرافدين للعلوم الاجتماعية